# 謝振定
謝振定（1753年—1809年），字一齋，一字薌泉，湖南湘鄉人。乾隆四十五年（1780年）進士出身，以「燒車御史」的美名聞名後世。

## 簡歷
乾隆四十五年（1780年），其中庚子恩科進士二甲第十六名，改庶吉士，散馆授翰林院编修。乾隆五十九年（1794年）任江南道監察御史。巡視南方漕運途中，漕船在瓜洲因無風不能動，因為謝振定祈禱，風轉順風吹動漕船，時人稱「謝公風」。
一年後，謝振定擔任兵科給事中，因為在街上遇到和珅妾弟坐著違制車輛，命令士卒將和珅妾弟拽下車鞭打。更把車燒毀。稱“這車怎麼是宰相坐的呢？”。數日后，给事中王锺健授和珅之意，借他事彈劾謝振定。謝振定被免職。
嘉慶四年，和珅事敗，被賜死。嘉慶五年，起復授禮部主事。之後升任禮部員外郎，充坐糧廳，監收漕粮。嘉慶十四年去世。

## 後代
謝振定長子谢兴峣考中嘉庆二十四年進士，授翰林院庶吉士，出任河南裕州知府，道光帝曾接見過他。接見時，道光帝問：“你是湖南籍人，爲什麽能說北京話？”谢兴峣對答：“臣父親謝振定曾經擔任御史，我就在京師長大。”皇上問：“你就是‘烧车御史’的兒子啊？”於是褒勉甚至。次日道光帝抵達軍機處，與軍機大臣們說：“我很小時候就聽聞‘烧车御史’的故事，昨天我才見到他的兒子。”於是命升谢兴峣為叙州知府。謝振定“燒車御史”的美名便流傳至今。